# Servaville-Salmonville
Servaville-Salmonville település Franciaországban, Seine-Maritime megyében. Lakosainak száma 1118 fő (2022. január 1.). Servaville-Salmonville Blainville-Crevon, Bois-l’Évêque, Grainville-sur-Ry, Martainville-Épreville, Préaux és La Vieux-Rue községekkel határos.

## Népesség
A település népessége az elmúlt években az alábbi módon változott:
| Lakosok száma | 1081 | 1108 | 1136 | 1133 | 1130 | 1132 | 1131 | 1125 | 1118 |
|               | 2013 | 2015 | 2016 | 2017 | 2018 | 2019 | 2020 | 2021 | 2022 |